# Rubén Scolari
Rubén Ariel Scolari (La Plata, 25 settembre 1966) è un ex cestista argentino.

## Carriera
Con l'Argentina ha disputato i Campionati mondiali del 1990 e i Giochi panamaricani di Indianapolis 1987.